# Plano GOELRO

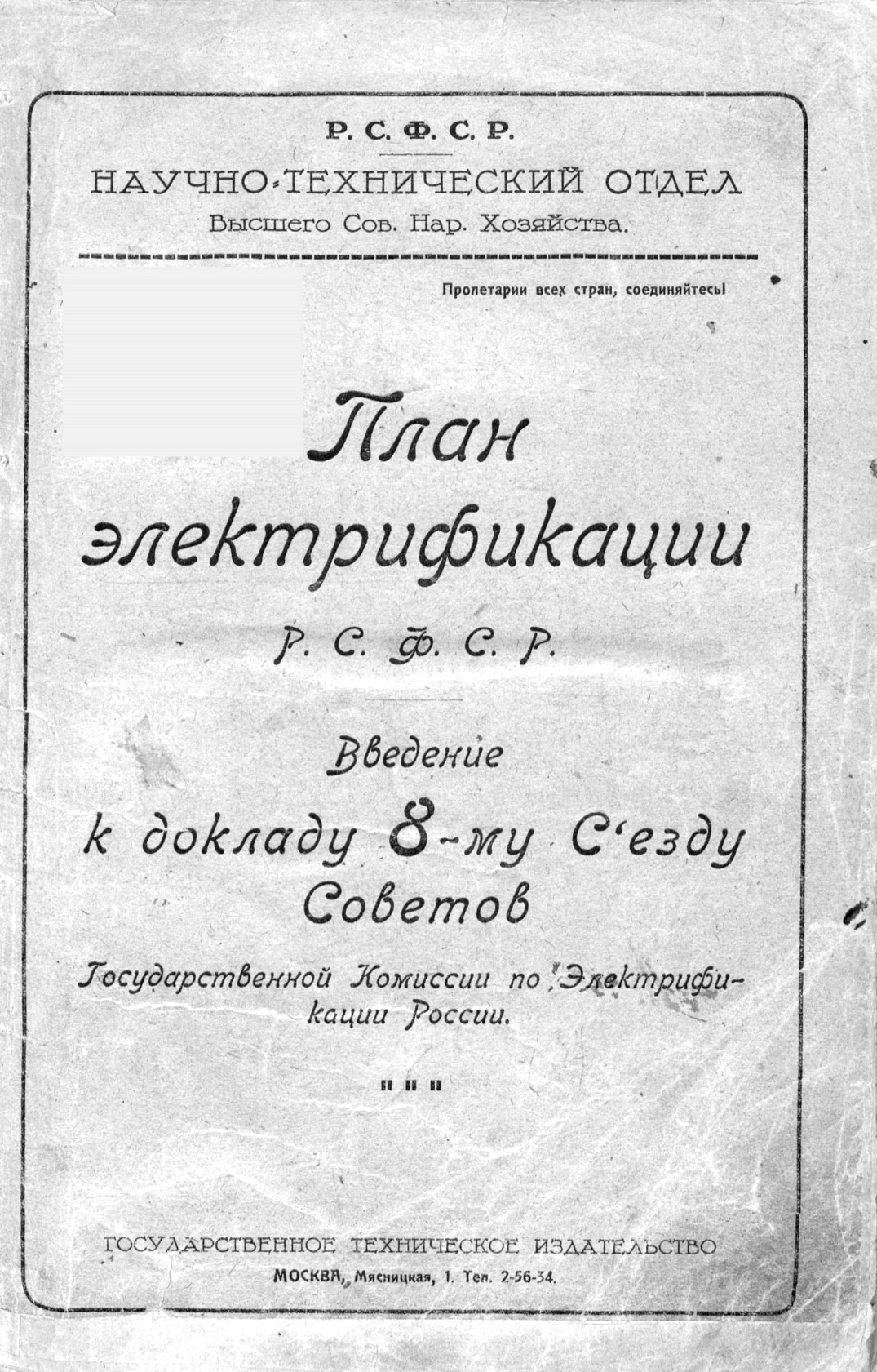
Página de título do plano GOELRO, 1920

Plano GOELRO (em russo:  план ГОЭЛРО) foi o primeiro plano soviético para a recuperação e desenvolvimento econômico nacional. Tornou-se o protótipo para planos subsequentes de cinco anos elaborados pelo Gosplan. GOELRO é a transliteração da abreviatura russa de "Comissão do Estado para Eletrificação da Rússia" (Государственная комиссия по электрификации России).
A Comissão e o Plano foram iniciados e supervisionados por Vladimir Lenin. Sua crença na importância central da eletrificação para a conquista do comunismo é representada por sua afirmação de que

Comunismo é o poder soviético mais a eletrificação de todo o país— Lenin
A Comissão foi criada pelo Presidium do Vesenkha em 21 de fevereiro de 1920 de acordo com a resolução do Vesenkha de 3 de fevereiro sobre o desenvolvimento do plano de eletrificação. O diretor da Comissão foi Gleb Krzhizhanovsky. Cerca de 200 cientistas e engenheiros participaram, incluindo Genrikh Graftio, Ivan Alexandrov, Mikhail Shatelen e outros. No final de 1920, a Comissão elaborou o "Plano de Electrificação da RSFS Russa", que foi aprovado posteriormente pelo VIII Congresso dos Sovietes em 22 de dezembro de 1920 e aceito pelo Sovnarkom (governo soviético) em 21 de dezembro de 1921.
O Plano representou uma grande reestruturação da economia soviética baseada na eletrificação total do país. O objetivo declarado de Lenin para isso era "... a organização da indústria com base na tecnologia moderna e avançada, na eletrificação que proporcionará um vínculo entre cidade e país, vai acabar com a divisão entre cidade e país, possibilitará elevar o nível de cultura no campo e superar, mesmo nos cantos mais remotos da terra, o atraso, a ignorância, a pobreza, a doença e a barbárie".

## Implementação
O Plano GOELRO foi implementado durante um período de 10 a 15 anos. De acordo com o Plano, o território da RSFS Russa foi dividido em oito regiões, com estratégias de desenvolvimento distintas devido a características específicas de cada região: Região Sul, Região Industrial Central, Região Norte, Região Ural, Região do Volga, Região do Turquestão, Região do Cáucaso e região da Sibéria Ocidental. O Plano incluiu a construção de uma rede de 30 usinas regionais, incluindo dez grandes usinas hidrelétricas e numerosas empresas industriais de grande porte elétrico. Pretendia-se aumentar a produção nacional total por ano para 8,8 bilhões de kWh, em comparação com 1,9 bilhões de kWh na Rússia Imperial em 1913. A propaganda soviética afirmava que o plano foi basicamente realizado em 1931. Na realidade, apenas três em dez estações hidrelétricas foram construídas até 1930: a Volkhov, a Svir e as estações hidrelétricas de Dnieper. O objetivo de 8,8 bilhões de kWh, no entanto, foi alcançado em 1931, e a produção de energia nacional continuou a aumentar exponencialmente, atingindo 13,5 bilhões de kWh no final do Primeiro Plano Quinquenal em 1932, 36 bilhões de kWh em 1937 e 48 bilhões de kWh em 1940.
Ivan Alexandrov dirigiu mais tarde a Comissão de Regionalização do Gosplan, que dividiu a União Soviética em treze regiões econômicas européias e oito asiáticas, utilizando um planejamento econômico racional em vez de "os vestígios de direitos soberanos perdidos".
O termo "lâmpada de Ilyich" (em russo:  лампочка Ильича) para uma lâmpada elétrica, uma referência a Vladimir Ilyich Lenin, é uma lembrança do período do Plano.